# Championnats de France d'athlétisme en salle 1999
Navigation
Édition précédente Édition suivante
Les Championnats de France d'athlétisme en salle 1999 ont eu lieu du 12 au 14 février 1999 au Stade couvert régional de Liévin

## Palmarès
| Discipline       | Hommes             | Hommes         | Femmes                   | Femmes         |
| ---------------- | ------------------ | -------------- | ------------------------ | -------------- |
| 60 m             | Vincent Caure      | 6 s 71         | Odiah Sidibé             | 7 s 18         |
| 200 m            | Marc Foucan        | 20 s 91        | Muriel Hurtis            | 23 s 14        |
| 400 m            | Fred Mango         | 46 s 65        | Marie-Françoise Opheltès | 53 s 34        |
| 800 m            | Jimmy Jean-Joseph  | 1 min 50 s 51  | Patricia Djaté           | 2 min 3 s 97   |
| 1 500 m          | Mickael Damian     | 3 min 42 s 90  | Latifa Essarokh          | 4 min 21 s 47  |
| 3 000 m          | Saïd Chebili       | 7 min 58 s 64  | Yamna Belkacem           | 8 min 54 s 10  |
| 60 m haies       | Dan Philibert      | 7 s 62         | Linda Ferga              | 7 s 98         |
| Saut en hauteur  | Didier Detchenique | 2,17 m         | Marie Collonvillé        | 1,84 m         |
| Saut à la perche | Jean Galfione      | 5,75 m         | Vanessa Boslak           | 4,05 m         |
| Saut en longueur | Cheikh Touré       | 8,11 m         | Eunice Barber            | 6,57 m         |
| Triple saut      | Kenny Boudine      | 16,78 m        | Betty Lise               | 13,94 m        |
| Lancer du poids  | Yves Niaré         | 18,18 m        | Laurence Manfrédi        | 16,90 m        |
| 3 000 m marche   | -                  | -              | Nora Leksir              | 12 min 55 s 81 |
| 5 000 m marche   | Eddy Riva          | 19 min 51 s 17 | -                        | -              |